# Skeda udde
Skeda udde – miejscowość (tätort) w Szwecji, w regionie administracyjnym (län) Östergötland, w gminie Linköping.
Według danych Szwedzkiego Urzędu Statystycznego liczba ludności wyniosła: 368 (31 grudnia 2015), 405 (31 grudnia 2018) i 394 (31 grudnia 2019).